# Et si c'était moi
Albums de La Grande Sophie
Le Porte-bonheur
(2001) La Suite...
(2005)
Et si c'était moi est le troisième album de La Grande Sophie. Il est sorti en 2003.

## Liste des titres
| 1.    | Ringo Starr                | 3:57 |
| 2.    | Du courage                 | 3:38 |
| 3.    | On savait (devenir grand)  | 3:57 |
| 4.    | Le Passage obligé          | 3:15 |
| 5.    | Sur une musique            | 4:07 |
| 6.    | Même pas                   | 4:37 |
| 7.    | Ma première ride           | 4:17 |
| 8.    | Parigot                    | 3:46 |
| 9.    | Le Roi des tourbillons     | 3:21 |
| 10.   | Au début                   | 3:58 |
| 11.   | Nulle part                 | 3:28 |
| 12.   | Mes deux yeux pour pleurer | 3:00 |
| 13.   | Rien que nous au monde     | 7:14 |
| 14.   | Chanson demi-minute        | 1:00 |
| 53:35 |                            |      |

## Nouvelle édition
Une nouvelle édition de l'album est sortie en 2004, avec trois titres acoustiques en bonus.
- Du courage (unplugged) (3:51)
- Rien que nous au monde (4:07)
- Sa petite volonté (3:02)